# Anthony Portier
Anthony Portier est un  footballeur belge né le 1er juin 1982 à Ostende (Belgique). Il évolue au poste de défenseur central. 

## Biographie

### En club
Formé au KV Ostende, il joue de 2006 à 2013 au Cercle Bruges KSV. En juin 2013, son contrat n'est pas prolongé et il se retrouve libre. Il s'engage alors à l'Union Saint-Gilloise, en Division 3.